# Alekséi Miranchuk
Alekséi Miranchuk (en ruso: Алексей Андреевич Миранчук; Slaviansk-na-Kubani, 17 de octubre de 1995) es un futbolista ruso. Juega de centrocampista y su equipo es el Atlanta United F. C. de la Major League Soccer de Estados Unidos.

## Estadísticas

### Clubes
Actualizado al último partido jugado el 16 de agosto de 2025.
| Club                                | Div.          | Temporada     | Liga  | Liga  | Copas nacionales | Copas nacionales | Copas internacionales | Copas internacionales | Total | Total | Media goleadora |
| Club                                | Div.          | Temporada     | Part. | Goles | Part.            | Goles            | Part.                 | Goles                 | Part. | Goles | Media goleadora |
| ----------------------------------- | ------------- | ------------- | ----- | ----- | ---------------- | ---------------- | --------------------- | --------------------- | ----- | ----- | --------------- |
| F. C. Lokomotiv Moscú · Rusia       | 1.ª           | 2012-13       | 6     | 1     | —                | —                | —                     | —                     | 6     | 1     | 0.17            |
| F. C. Lokomotiv Moscú · Rusia       | 1.ª           | 2013-14       | 8     | 1     | 1                | 0                | —                     | —                     | 9     | 1     | 0.11            |
| F. C. Lokomotiv Moscú · Rusia       | 1.ª           | 2014-15       | 17    | 1     | 3                | 1                | 1                     | 0                     | 21    | 2     | 0.1             |
| F. C. Lokomotiv Moscú · Rusia       | 1.ª           | 2015-16       | 27    | 2     | 3                | 0                | 6                     | 1                     | 36    | 3     | 0.08            |
| F. C. Lokomotiv Moscú · Rusia       | 1.ª           | 2016-17       | 29    | 3     | 5                | 2                | —                     | —                     | 34    | 5     | 0.15            |
| F. C. Lokomotiv Moscú · Rusia       | 1.ª           | 2017-18       | 30    | 7     | 2                | 0                | 9                     | 1                     | 41    | 8     | 0.2             |
| F. C. Lokomotiv Moscú · Rusia       | 1.ª           | 2018-19       | 30    | 3     | 8                | 2                | 6                     | 0                     | 44    | 5     | 0.11            |
| F. C. Lokomotiv Moscú · Rusia       | 1.ª           | 2019-20       | 27    | 12    | 1                | 2                | 4                     | 2                     | 32    | 16    | 0.5             |
| F. C. Lokomotiv Moscú · Rusia       | 1.ª           | 2020-21       | 4     | 2     | 1                | 0                | —                     | —                     | 5     | 2     | 0.4             |
| F. C. Lokomotiv Moscú · Rusia       | Total club    | Total club    | 178   | 32    | 24               | 7                | 26                    | 4                     | 228   | 43    | 0.19            |
| Atalanta B. C. · Italia             | 1.ª           | 2020-21       | 25    | 4     | 3                | 2                | 3                     | 1                     | 31    | 7     | 0.23            |
| Atalanta B. C. · Italia             | 1.ª           | 2021-22       | 19    | 2     | 1                | 0                | 5                     | 0                     | 25    | 2     | 0.08            |
| Torino F. C. · Italia               | 1.ª           | 2022-23       | 29    | 4     | 2                | 0                | ―                     | ―                     | 31    | 4     | 0.13            |
| Torino F. C. · Italia               | Total club    | Total club    | 29    | 4     | 2                | 0                | 0                     | 0                     | 31    | 4     | 0.13            |
| Atalanta B. C. · Italia             | 1.ª           | 2023-24       | 27    | 3     | 5                | 1                | 10                    | 0                     | 42    | 4     | 0.1             |
| Atalanta B. C. · Italia             | Total club    | Total club    | 71    | 9     | 9                | 3                | 18                    | 1                     | 98    | 13    | 0.13            |
| Atlanta United F. C. Estados Unidos | 1.ª           | 2024          | 14    | 3     | ―                | ―                | 0                     | 0                     | 14    | 3     | 0.21            |
| Atlanta United F. C. Estados Unidos | 1.ª           | 2025          | 26    | 6     | ―                | ―                | 3                     | 2                     | 29    | 8     | 0.28            |
| Atlanta United F. C. Estados Unidos | Total club    | Total club    | 40    | 9     | 0                | 0                | 3                     | 2                     | 43    | 11    | 0.26            |
| Total carrera                       | Total carrera | Total carrera | 318   | 54    | 35               | 10               | 47                    | 7                     | 400   | 71    | 0.18            |

## Palmarés

### Campeonatos nacionales
| Título                | Club                  | País  | Año     |
| --------------------- | --------------------- | ----- | ------- |
| Copa de Rusia         | F. C. Lokomotiv Moscú | Rusia | 2014-15 |
| Copa de Rusia         | F. C. Lokomotiv Moscú | Rusia | 2016-17 |
| Liga Premier de Rusia | F. C. Lokomotiv Moscú | Rusia | 2017-18 |
| Copa de Rusia         | F. C. Lokomotiv Moscú | Rusia | 2018-19 |
| Supercopa de Rusia    | F. C. Lokomotiv Moscú | Rusia | 2019    |

### Campeonatos internacionales
| Título                 | Equipo         | Sede   | Año  |
| ---------------------- | -------------- | ------ | ---- |
| Liga Europa de la UEFA | Atalanta B. C. | Dublín | 2024 |